# Руфин из Кемета
Руфин (погиб ок. 310 года) — священномученик из Кемета. День памяти — 7 апреля.
Святой Руфин, диакон и чудотворец, вместе с Акилиной, матроной, был умучен в Синопе, Кемет, что в Понте (лат. Pontus) согласно источнику. Вообще говоря, Синоп Понтийский располагается на южном побережье Чёрного моря, а не в Египте. Св. Акилина была брошена в темницу за то, что кормила св. Руфина. Им были обращены ко Господу более 200 воинов. Он встретил мучения с храбростью и достоинством.
- St. Rufinus